# 劉氏鱷屬
劉氏鱷屬是主龍類爬行動物的一屬，身長約1公尺，生存於三疊紀晚期（卡尼階）的阿根廷，約2億3500萬年前。劉氏鱷屬於恐龍形類的西里龍科，這是一群恐龍的原始近親。
屬名是以美國化石挖掘家Arnold Lewis為名。某些原本的劉氏鱷化石，現已重新歸類到其他屬，而剩餘部份可能屬於偽兔鱷。科學期刊《自然》在2010年的一份文章，指出劉氏鱷、偽兔鱷可能是相同物種，兩者的體型接近、化石被發現相同地層，但是兩者的化石重複部位少，無法做出詳細鑑定、結論。由於劉氏鱷的命名時間，比偽兔鱷早了15年，如果兩者是相同動物，劉氏鱷將具有學術上的優先權，而偽兔鱷是劉氏鱷的次異名。

## 外部連結
- http://www.dinoruss.com/de_4/5cac8a5.htm （页面存档备份，存于）